# Rhipidoglossum stellatum
Rhipidoglossum stellatum é uma espécie de orquídea, família Orchidaceae, que existe no sudoeste da Tanzânia. Trata-se de planta epífita, monopodial com caule que mede menos de doze centímetros de comprimento; cujas pequenas flores tem um igualmente pequeno nectário sob o labelo.

## Publicação e sinônimos
- Rhipidoglossum stellatum (P.J.Cribb) Szlach. & Olszewski, in Fl. Cameroun 36: 850 (2001).

Sinônimos homotípicos:
- Diaphananthe stellata P.J.Cribb, in Fl. Trop. E. Afr., Orchid.(3): 538 (1989).
- Rhipidoglossum stellatum (P.J.Cribb) Senghas, Schlechter Orchideen 1/C(42-43): 2737 (2001).

- Angraecopsis stellata (P.J.Cribb) R.Rice, Prelim. Checklist & Survey Subtrib. Aerangidinae (Orchidac.): 20 (2005).